# تشارلز بي موراي جونيور
تشارلز بي موراي جونيور (بالإنجليزية: Charles P. Murray, Jr.)‏ هو عسكري أمريكي، ولد في 26 سبتمبر 1921 في بالتيمور في الولايات المتحدة، وتوفي في 12 أغسطس 2011 في كولومبيا في الولايات المتحدة بسبب قصور القلب.